# Cameron Borthwick-Jackson
Cameron Jake Borthwick-Jackson (Manchester, 2 febbraio 1997) è un calciatore inglese, difensore svincolato.

## Caratteristiche tecniche
Nasce difensore centrale, ma gioca come terzino sinistro.

## Carriera

### Club

#### Manchester United
Prodotto del settore giovanile del Manchester United, il 7 novembre 2015 ha fatto il suo esordio ufficiale in Premier League nella partita vinta per 2- 0 contro il West Bromwich, subentrando al 76º minuto al posto di Marcos Rojo. Il 30 maggio 2016, dopo aver collezionato 14 presenze con la prima squadra, rinnova con il club inglese fino al 2020.
Il 22 agosto 2016 viene ceduto in prestito al Wolverhampton.

### Nazionale
Borthwick-Jackson ha fatto tutta la trafila delle nazionali giovanili inglesi, attualmente fa parte della Nazionale inglese Under-19.

## Statistiche

### Presenze e reti nei club
Statistiche aggiornate al 31 gennaio 2020.
| Stagione        | Squadra           | Campionato      | Campionato | Campionato | Coppe nazionali | Coppe nazionali | Coppe nazionali | Coppe continentali | Coppe continentali | Coppe continentali | Altre coppe | Altre coppe | Altre coppe | Totale | Totale |
| Stagione        | Squadra           | Comp            | Pres       | Reti       | Comp            | Pres            | Reti            | Comp               | Pres               | Reti               | Comp        | Pres        | Reti        | Pres   | Reti   |
| --------------- | ----------------- | --------------- | ---------- | ---------- | --------------- | --------------- | --------------- | ------------------ | ------------------ | ------------------ | ----------- | ----------- | ----------- | ------ | ------ |
| 2015-2016       | Manchester United | PL              | 10         | 0          | FACup+CdL       | 3+0             | 0               | UCL+UEL            | 1+0                | 0                  | -           | -           | -           | 14     | 0      |
| 2016-2017       | Wolverhampton     | FLC             | 6          | 0          | FACup+CdL       | 0+1             | 0               | -                  | -                  | -                  | -           | -           | -           | 7      | 0      |
| 2017-2018       | Leeds Utd         | FLC             | 1          | 0          | FACup+CdL       | 1+4             | 0               | -                  | -                  | -                  | -           | -           | -           | 6      | 0      |
| 2018-2019       | Scunthorpe Utd    | FL1             | 29         | 2          | FACup+CdL       | 1+1             | 0               | -                  | -                  | -                  | FLT         | 2           | 0           | 33     | 2      |
| Totale carriera | Totale carriera   | Totale carriera | 46         | 2          |                 | 11              | 0               |                    | 1                  | 0                  |             | 2           | 0           | 60     | 2      |

## Palmarès

### Club

#### Competizioni nazionali
- Coppa d'Inghilterra: 1

Manchester United: 2015-2016
- Community Shield: 1

Manchester United: 2016